# Txong-Kara
Txong-Kara (en kirguís, Чоң-Кара) és un petit poble del Kirguizstan que es troba en el districte de Kadamdjai, en la província de Batkén. El 2009, tenia 206 habitants.